# Fantomius
Fantomius, il cui vero nome è Lord John Lamont Quackett, è un personaggio dei fumetti Disney creato da Elisa Penna, Guido Martina e Giovan Battista Carpi nel 1969, come personaggio che fornisce la prima ispirazione a Paperino per crearsi l'identità segreta di Paperinik. La sua vera identità come Lord Quackett è stata rivelata per la prima volta da Marco Gervasio nella storia Paperinik e l'ombra di Fantomius del Topolino n° 2455 del 17 dicembre 2002, mentre il nome di battesimo John appare per la prima volta in Paperinik e il segreto di Fantomius, sempre di Gervasio, del 2011. A partire dal 2007 Gervasio ha cominciato a rivelare gradualmente sempre maggiori dettagli sul personaggio, e sta realizzando - a partire dal Topolino n. 2972 del novembre 2012 - una serie di storie con Fantomius da protagonista, ambientate nella Paperopoli degli anni venti, intitolato Le strabilianti imprese di Fantomius ladro gentiluomo. Nel 2020 Gervasio crea un'altra saga, intitolata Paperbridge, ambientata nei primi anni del 1900 quando il giovane e arrogante Lord Quackett frequentava a Londra il College di Paperbridge.

## Origine del nome
Il nome del personaggio è un chiaro riferimento al Fantômas ideato da Marcel Allain e Pierre Souvestre nel 1911, in una serie di romanzi a metà fra i generi noir e feuilleton. Il suo stile di ladro gentiluomo è invece derivato dall'Arsène Lupin di Maurice Leblanc, le cui storie iniziano la pubblicazione nel 1905. Considerando che il personaggio di Paperinik aveva avuto come modello il Diabolik di Angela e Luciana Giussani, a sua volta ispirato proprio a Fantômas e a Lupin, Fantomius e Paperinik riproducono, nell'universo Disney, la stessa genealogia.

## Aspetto
Il costume di Fantomius è lo stesso di Paperinik. L'unica eccezione è rappresentata dalla maschera: quella di Fantomius è blu e copre tutto il viso. Il suo rifugio è Villa Rosa, dove Paperino scoprirà infatti il suo diario. Fantomius ha tuttavia molti altri rifugi (tra cui la casa dell'Ermellino sulle montagne, Villa Lalla in prossimità della costa e il Maniero di Valle Tetra) disseminati per il Calisota.

## Storia
In base alla scheda pubblicata sullo speciale Definitive Collection Fantomius vol 1 e su alcune velate indicazioni presenti nelle diverse vicende della saga Le strabilianti imprese di Fantomius, ladro gentiluomo si possono ricostruire alcuni avvenimenti salienti della biografia di Lord Quackett e della sua famiglia:
Nel 1579, insieme alla ciurma di Sir Francis Drake, giunge a New Albion (odierna Paperopoli) il duca Richard Quackett, conosciuto con il soprannome di Duca Pazzo, che compra varie terre nella zona e si fa costruire alcuni manieri in stile medievale.
Nel 1585, Il duca Richard Quackett, per sfuggire alla rappresaglia di Sir Francis Drake cui aveva sottratto parte di un tesoro, è costretto a fuggire dal suo principale castello per nascondersi prima nella fortezza del suo amico Duckermensil e poi, probabilmente, in un altro dei suoi misteriosi manieri.
Nel 1885 nasce a Londra John Quackett figlio secondogenito del Duca Andrew Quackett e di Marie Lamont di Parigi.
Nel 1903-1906 John Quackett frequenta il College di Paperbridge (Duckbridge) conseguendo il Bachelor Degree in Scienze Naturali.
Nel 1908, all'età di 23 anni, John Quackett si trasferisce a Paperopoli nelle terre di famiglia e con l'aiuto del fratello architetto di nome Henry fa costruire Villa Rosa, sua abitazione principale, e gli altri rifugi, dopodiché il fratello tornerà a Londra.
Nel 1910 John conosce lo stravagante inventore Copernico Pitagorico (bisnonno di Archimede Pitagorico), ma questi viene incastrato e John inizia la sua attività di ladro gentiluomo (per scagionare l'amico) col nome di Fantomius grazie al costume del fratello e le invenzioni di Copernico. L'inventore si trasferisce anche lui a Villa Rosa.
Nel 1912 Fantomius incontra l'affascinante ladra cinese Jen Yu, in arte Lady Senape, che lo affianca per un paio d'anni nelle sue strabilianti imprese.
Nel 1913 Fantomius incontra, fugacemente a una festa, per la prima volta Dolly Duck.
Nel 1916 Henry Quackett, architetto fratello di John, ritorna a Paperopoli per iniziare la costruzione della famosa Cattedrale di Notre Duck, ma durante i lavori sparisce senza lasciare tracce. John lo ritrova in Egitto nel 1922 scoprendo che Henry in quegli anni ha studiato in solitario le tecniche architettoniche di antiche culture, rifugiandosi infine presso la sopravvissuta civiltà di Atlantide sotto il deserto del Sahara.
Nel 1916-1918 Lord Quackett partecipa in Europa alla prima guerra mondiale come pilota da caccia delle potenze alleate.
Nel 1920, durante un furto in una villa di nobili a Paperopoli, Lord Quackett incontra nuovamente Dolly Duck che diventa la sua compagna e complice col nome di Dolly Paprika. Paperinik altera accidentalmente questo evento con un viaggio nel tempo, ma riesce a far incontrare Dolly e Fantomius con l'aiuto di Copernico, che lo rimanda alla sua epoca.
Nel 1924, l'architetto Henry Quackett fratello di John ritorna a Paperopoli e, celando la sua identità con un nero costume, si rifugia nella Cattedrale di Notre Duck (da lui progettata) diventando il primo misterioso Fantasma di Notre Duck. Un suo successore da vecchio è di conseguenza lo strano personaggio mostrato nella famosa storia di Carl Barks (cui s'ispirerà, successivamente sia la fattucchiera Amelia, che si vestirà da nero fantasma di Notre Duck in una storia brasiliana, sia in seguito un nemico di Paperinik, l'Architetto Monetario, col nome di "Signore delle Botole").
Nel 1925, a Natale presso la casa dei genitori a Londra Lord Quackett viene a conoscenza che suo nonno Howard Quackett diversi anni prima derubò il ricco banchiere Crumb, che si era arricchito alle spalle dei risparmiatori, restituendo poi i soldi ai poveri defraudati.
Nel 1925-1926, Jen Yu a Cartesio Pitagorico si alleano con il ricco magante Sudafricano Cuordipietra Famedoro che diventa a sua volta un acerrimo nemico di Fantomius.
Nel 1929, Jen Yu svela a Cuordipietra Famedoro la vera identità di Fantomius.
Nel 1930, con una lettera anonima Cuordipietra Famedoro per vendicarsi di Fantomius informa Pinko della vera identità del ladro gentiluomo.
Nel 1930, probabilmente a causa della grande crisi e delle indagini del commissario Pinko, che oramai è abbastanza certo della la vera identità del ladro gentiluomo, Fantomius, Dolly Paprika e Copernico sono costretti ad abbandonare Villa Rosa e trasferirsi nel rifugio di Villa Lalla.
Nel 1931, a seguito sia della grande crisi che probabilmente del ritorno in città di Paperone, Lord Quackett, Dolly Duck e Copernico Pitagorico decidono di interrompere l'attività di ladri abbandonando tutti i covi.

## Ambientazione e temi
Dai dati forniti nelle prime storie di Paperinik, si evince come Fantomius operasse nella Paperopoli di inizio '900, una metropoli che, nelle avventure del personaggio, cita e recupera l'immagine della New York degli Anni ruggenti. Ugualmente, le storie di Fantomius adoperano un'estetica chiaramente liberty nei titoli, nelle architetture e nell'abbigliamento dei personaggi.
La caratterizzazione di Gervasio ha fatto di Lord John Lamont Quackett un "nobilpapero" d'origine anglo-francese (ha il titolo di Lord e sua madre Marie Lamont era francese: le origini materne sono plausibilmente a omaggiare l'ambientazione parigina dei romanzi di Fantômas), che deruba i ricchi corrotti e disonesti della città. A differenza di Paperinik, che mostra questo aspetto solo nelle primissime storie per diventare poi, gradatamente, un giustiziere mascherato simile ai supereroi americani, Fantomius è dunque un ladro a tutti gli effetti, che si serve nelle sue imprese di marchingegni futuribili dal gusto steampunk e di maschere che gli consentono d'impersonare chiunque (caratteristica, questa, che condivide con Diabolik), come poi farà il suo emulo, il diabolico vendicatore.
Fantomius non ruba, tuttavia, esclusivamente per guadagno personale, ma anche per finalità filantropiche e beffare la giustizia, incarnata dall'ingenuo Commissario Alcmeone Pinko, probabilissimo antenato di quell'Ispettore Pinko "il Pallino" col quale si scontrerà decenni dopo Paperinik. Col povero Alcmeone, Quackett ingaggia delle vere e proprie, e rischiosissime, partite a scacchi: in questo suo aspetto di antieroe, che assicura un ristabilimento della giustizia sociale muovendosi al di fuori - e in posizione antagonistica - rispetto alle forze dell'ordine, Fantomius riprende il superomismo di molta narrativa noir dei primi del Novecento, incarnato in vari personaggi come i già citati Fantômas e Lupin, o il Rocambole di Ponson du Terrail.
Le imprese e gli avvenimenti su Fantomius e Dolly Paprika narrati nelle due splendide saghe hanno a volte un sapore decisamente mitologico e leggendario, in cui elementi filologici e verosimili sulla storia e vita del ladro gentiluomo paperopolese si mischiano a situazioni un po' esagerate da leggenda metropolitana come i numerosi viaggi temporali in un'improbabile "tempo attuale!?" ed interazioni con personaggi che, secondo la stessa narrativa della saga, erano già nati e presenti negli anni 20. Anche l'improbabile gestione della città di Paperopoli durante la grande crisi di un miliardario Sud Africano come Cuordipietra Famedoro e l'altrettanto inverosimile suo inserimento molti anni prima come falso professore di latino in una celebre università londinese rientrano a pieno titolo in quella narrativa surreale e leggendaria sul personaggio di Fantomius.

## Personaggi ricorrenti
Fantomius agisce quasi sempre insieme a Dolly Paprika, sua compagna anche nella vita reale e conosciuta - come si rivela nella storia Paperinik e il passato senza futuro, del 2012 - al ballo della contessa De Snob. Dolly Paprika indossa un costume rosso guarnito da orecchie da volpe, e ricorda la Eva Kant di Diabolik.
Le armi e i marchingegni di Fantomius, compreso il suo "carro mobile" - un'automobile sportiva ed elegante del primo Novecento, modificata e arricchita di armi segrete - sono ideati da Copernico Pitagorico, bisnonno del più noto Archimede.
In alcune avventure compare l'architetto Henry Quackett fratello maggiore di John. Henry, oltre alle varie ville segrete di Fantomius, ha progettato la Cattedrale di Notre Duck dove si rifugerà diventando il primo misterioso Fantasma di Notre Duck (molto probabilmente il suo successore, mostrato in una storia di Barks, sarà poi d'ispirazione ad un terzo fantasma, interpretato in una storia brasiliana dalla fattucchiera Amelia, ed un quarto fantasma mostrato nella storia del 2014 Paperinik e l'architettura spicciola, un altro architetto che si fa chiamare, il Signore delle Botole).
L'antagonista principale di Fantomius è il Commissario Pinko, il cui nome ovviamente, come per l'originario Pinko creato nel 1996 da Carpi e Michelini, richiama quello dell'Ispettore Ginko, nemesi di Diabolik: Gervasio ha inoltre dichiarato che la caparbietà del personaggio e la sua goffaggine sono ispirati al Commissario Juve, antagonista di Fantômas, interpretato in Fantomas 70 da Louis de Funès.
Oltre al Commissario Pinko, nelle sue storie Marco Gervasio ci presenta diversi avversari o nemici ricorrenti di Fantomius:
L'Ispettore belga Hercule Paperot, basato sul celebre investigatore Hercule Poirot nato dalla fantasia della giornalista e scrittrice Agatha Christie.
L'Investigatore inglese Paper Holmes e il suo assistente Dr. Duckson, chiaro riferimento a Sherlock Holmes e al Dottor Watson creati da Sir Arthur Conan Doyle.
Il maniacale Mandarino Cinese Dottor Fu Man Etchù, tributo al celebre genio del male Dottor Fu Manchu ideato dallo scrittore britannico Sax Rohmer.
L'aiutante di Fu Man Etchù, Jen Yu, meglio conosciuta come Lady Senape che diversi anni prima fu la compagna/complice di Fantomius.
Cartesio Pitagorico (gemello di Copernico), vera identità del misterioso e inquietante Guardiano Supremo della setta segreta denominata "I Guardiani di Venezia".
Cuordipietra Famedoro, miliardario Sud Africano senza scrupoli, avversario di Paperon De Paperoni, si allea con Lady Senape

## Storie in cui compare

### Storie in cui è menzionato e/o interpretato da altri personaggi
- Paperinik il diabolico vendicatore (1969) (Menzionato più volte, viene mostrata per la prima volta Villa Rosa, rifugio principale di Fantomius)
- Paperinik alla riscossa  (1970) (Impersonato da Gastone e Paperino e menzionato più volte)
- Paperinik torna a colpire (1971) (Menzionato)
- La risposta di Paperinik (1991) (Appare un robot di nome Fantomius)
- Paperinik e il ritorno a Villa Rosa (1996) (Menzionato più volte, interpretato da Paperinik con un burattino di pezza)
- Paperinik contro le giovani marmotte (2001) (Menzionato più volte, viene mostrata la Casa dell'Ermellino, il rifugio montano di Fantomius)
- Paperinik e l'estate a Villa Lalla (2002) (Menzionato più volte, viene mostrata Villa Lalla, il rifugio estivo di Fantomius in prossimità della costa)
- Paperinik e l'ombra di Fantomius (2002) (Impersonato dal ladro Bob Paperhyde. Viene citato per la prima volta il nome di Lord Quackett)
- Saga degli Ultraheroes (2008) (Menzionato)
- Paperinik e l'attacco mobile della telefonia ignobile (2010) (Menzionato più volte)
- Paperinik e l'altro Paperino (2012) (Impersonato da Paperinik)
- Paperinik in...i destini di un eroe (2014) (Menzionato più volte. Storia a bivi con finali alternativi, omaggio alla prima avventura di Paperinik)
- Paperinik e il ritorno di Lèbriccons (2014) (Menzionato più volte, inoltre appare una sua statua nel Museo delle cere di Paperopoli)
- Paperinik colpisce ancora (2014) (Impersonato da Gastone e Paperino e menzionato più volte, viene mostrato il Maniero di Valle Tetra, altro rifugio di Fantomius)
- Paperinik e il salto nel passato (2019) (menzionato più volte, storia tributo per i 50 anni dalla prima avventura di Paperinik)
- Paperinik e la disfida di Villa Rosa (2019) (menzionato più volte, Paperone, Rockerduck cercano un tesoro nascosto presso i ruderi di Villa Rosa)
- Paperinikland - terza puntata (2020) (menzionato due volte)

### Versione danese alternativa
- Paperinik e l'eredità (2005) (Storia Danese con una versione alternativa futuristica di Fantomius, ambientata in un universo parallelo in cui egli è ancora vivo)
- Paperinik e la volpe di giada (2006)
- Paperinik e lo scambio d'identita (2006)
- Paperinik contro il Rumorista (2006)
- Paperinik e il grande Pulitore (2009)

### Storie in cui appare fisicamente
- Paperinik e il tesoro di Dolly Paprika (2007) (Appaiono alcuni suoi flashback. Viene citato il nome Lord John Quackett)
- Paperinik e il segreto di Fantomius (2011) (Le prime quattro pagine e l'ultima si svolgono nel passato e hanno lui, Dolly Paprika e Copernico Pitagorico come protagonista ed è nominato più volte)
- Paperinik e il passato senza futuro (2012) (In persona. Viene mostrato il primo incontro tra Fantomius e Dolly Duck che poi diventerà la sua compagna e complice Dolly Paprika)
- Le Strabilianti Imprese di Fantomius Ladro Gentiluomo - Il Monte Rosa (2012) (In persona, prima storia in cui è protagonista assoluto. Negli articoli di presentazione della serie viene citato il nome completo Lord John Lamont Quackett; storia tributo a Diabolik)
- Le Strabilianti Imprese di Fantomius Ladro Gentiluomo - L'Evasione di Fantomius (2012) (In persona, seconda storia in cui è protagonista assoluto)
- Le Strabilianti Imprese di Fantomius Ladro Gentiluomo - Fantomius a bordo (2012) (In persona, terza storia in cui è protagonista assoluto)
- Le Strabilianti Imprese di Fantomius Ladro Gentiluomo - Brutfagor (2012) (In persona, quarta storia in cui è protagonista assoluto. Ambientata a Parigi, che, come indicato nella storia "Fantomius sulla neve", è la città d'origine della madre Marie Lamont)
- Le Strabilianti Imprese di Fantomius Ladro Gentiluomo - Silenzio in Sala (2013) (In persona, storia tributo al cinema muto)
- Paperinik sull'Oceano Scombinato - Terza Puntata (2013) (In persona, compie una breve apparizione a bordo del Pacific Quack)
- Paperinik sull'Oceano Scombinato - Quarta Puntata (2013) (Menzionato durante il riassunto)
- Le Strabilianti Imprese di Fantomius Ladro Gentiluomo - La Maledizione del Faraone (2014) (In persona; in una foto con lo sfondo della torre Eiffel vengono mostrati i genitori di Lord Quackett -Lord Andrew Quackett e Marie Lamont-, un'altra foto mostra Lord Quackett pilota di un biplano della prima guerra mondiale)
- Le Strabilianti Imprese di Fantomius Ladro Gentiluomo - L'Ottava Meraviglia del Mondo (2014) (In persona, storia tributo al film King Kong)
- Le Strabilianti Imprese di Fantomius Ladro Gentiluomo - Fantomius sulla neve (2014) (In persona, viene nuovamente mostrato il rifugio montano della Casa dell'Ermellino. Si fa riferimento alle origini parigine della madre di Lord Quackett)
- Le Strabilianti Imprese di Fantomius Ladro Gentiluomo - La maschera di Fu Man Etchù (2014) (In persona, avventura ambientata in Cina dove compare Jen Yu alias Lady Senape, vecchia fiamma ed ex compagna/complice di Fantomius, e il temibile nemico Dottor Fu Man Etchù parodia del famoso criminale della letteratura dei primi del 900 Dottor Fu Manchu)
- Le Strabilianti Imprese di Fantomius Ladro Gentiluomo - Il Bottino dei Barkserville (2014) (In persona, avventura ambientata in Inghilterra tributo al romanzo di Arthur Conan Doyle Il mastino dei Baskerville)
- Le Strabilianti Imprese di Fantomius Ladro Gentiluomo - Il Tesoro del Doge (2014) (In persona, avventura ambientata a Venezia, in alcune immagini di Flashback del 1895 ci viene mostrato John Quackett bambino insieme al padre il Duca Andrew Quackett)
- Le Strabilianti Imprese di Fantomius Ladro Gentiluomo - Il Nobile dietro la Maschera (2015) (In persona, avventura in cui si narra l'origine segreta del papero mascherato Fantomius, viene mostrato il fratello maggiore Henry Quackett)
- Le Strabilianti Imprese di Fantomius Ladro Gentiluomo - Gli anelli di Cagliostro (2015) (In persona, avventura in cui si narra della sua precedente collaborazione con Lady Senape, sua ex-fidanzata)
- La grande corsa - Nel passato (2015) (In persona, avventura in cui vari personaggi di Paperopoli vengono trasportati nel passato dove alcuni di loro incontrano Fantomius e Dolly Paprika nel 1929)
- Le Strabilianti Imprese di Fantomius Ladro Gentiluomo - Il tesoro di Francis Drake (2016) (In persona, avventura in cui si narra del suo avo Richard Quackett conosciuto col soprannome di "Duca Pazzo" alle prese col corsaro Francis Drake nel 1585 nell'area in cui risiede l'odierna Paperopoli)
- Le Strabilianti Imprese di Fantomius Ladro Gentiluomo - Fantomius d'Egitto (2016) (In persona, storia ambientata nel deserto del Sahara dove Fantomius e Dolly Paprika ritrovano Henry Quackett fratello maggiore di John di cui non si avevano notizie da alcuni anni)
- Le Strabilianti Imprese di Fantomius Ladro Gentiluomo - Il ladro e il miliardario (2016) (In persona, Fantomius s'introduce nel deposito di Paperone, vengono fornite ulteriori informazioni sul personaggio di Cartesio Pitagorico gemello cattivo di Copernico)
- Le Strabilianti Imprese di Fantomius Ladro Gentiluomo - Dolly Paprika (2017) (In persona, la storia mostra in dettaglio l'incontro tra Lord Quackett alias Fantomius e Dolly Duck che diventerà la sua compagna complice col nome di Dolly Paprika)
- Le Strabilianti Imprese di Fantomius Ladro Gentiluomo - Notre Duck (2017) (In persona, la storia svela la vera identità del Fantasma di Notre Duck, misterioso personaggio ideato da Carl Barks)
- Le Strabilianti Imprese di Fantomius Ladro Gentiluomo - Senza Maschera (2017) (In persona, storia ambientata alle Hawaii)
- Le Strabilianti Imprese di Fantomius Ladro Gentiluomo - La sfida di Fantomius (2017) (In persona, storia ambientata nel museo delle cere di Paperopoli dove Fantomius sfida alcuni tra i più famosi detective)
- Le Strabilianti Imprese di Fantomius Ladro Gentiluomo - La notte delle gemme (2018) (In persona, alla fine della storia compare Cuordipietra Famedoro)
- Le Strabilianti Imprese di Fantomius Ladro Gentiluomo - I due vendicatori (2018) (In persona, Fantomius torna indietro nel tempo ed incontra Paperinik, Paperon de Paperoni e si scontra nuovamente con Cuordipietra Famedoro)
- Le Strabilianti Imprese di Fantomius Ladro Gentiluomo - La settima arte (2018) (In persona, Fantomius affronta ancora Cuordipietra Famedoro alleatosi con Lady Senape)
- Paperinik, tutto cominciò così (2019) (In persona, Fantomius viaggiando nel futuro fa in modo che Paperino riceva la vincita di Villa Rosa e si trasformi in Paperinik. Storia tributo per i 50 anni dalla prima avventura di Paperinik)
- Le Strabilianti Imprese di Fantomius Ladro Gentiluomo - Alla ricerca di Copernico (2019) (In persona, Fantomius affronta di nuovo Cuordipietra Famedoro alleatosi questa volta con Cartesio, compare anche il figlio di Copernico, Cacciavite Pitagorico)
- Le Strabilianti Imprese di Fantomius Ladro Gentiluomo - Fantomius a casa (2019) (In persona, Fantomius e Dolly Paprika trascorrono il Natale del 1925 a Londra dai genitori di Lord Quackett. Compare in un ritratto il nonno di John tale Howard Quackett)
- Le Strabilianti Imprese di Fantomius Ladro Gentiluomo - La luce di Zeus (2020) (In persona, Fantomius e Dolly Paprika sono in Olanda nel 1926)
- Paperbridge - La notte della confraternita (2020) (In persona, prima puntata della mini saga ambientata nei primi anni del 1900 quando Lord Quackett frequentava il college di Paperbridge)
- Paperbridge - Il lato oscuro (2020) (In persona, seconda puntata della mini saga ambientata nel college di Paperbridge, John Quackett "Quacky" entra nella confraternita dei Mascherati capeggiata da un misterioso individuo che indossa la "maschera della peste")
- Paperbridge - La festa d'inverno (2020) (In persona, terza puntata della mini saga ambientata nel college di Paperbridge, Il misterioso capo della confraternita dei Mascherati gestisce in segreto in un vecchio edificio nel College di Paperbridge la "Scuola del Crimine")
- Paperbridge - La regata (2020) (In persona, quarta puntata della mini saga ambientata nel college di Paperbridge, viene svelata l'identità del misterioso capo della confraternita dei Mascherati. Si tratta del professore di latino del College che si fa chiamare Krimen. Il personaggio è quindi lo stesso citato da Guido Martina nella storia del 1971 Paperinik e la scuola del Krimen. In questa puntata il giovane Quackett apprende alla scuola del Krimen i primi rudimenti nell'arte del furto)
- Paperbridge - Il libro degli errori (2020) (In persona, quinta puntata della mini saga ambientata nel college di Paperbridge, il professor Krimen viene smascherato e costretto a lasciare il College. Nel finale un giovane Cuordipietra Famedoro arrivato dal Sud Africa spacciandosi per professore riesce a farsi assumere a Paperbridge)
- Le Strabilianti Imprese di Fantomius Ladro Gentiluomo - L'inizio e la fine (2021) (In persona, Fantomius per inseguire la ladra Lady Senape si reca nel futuro con il cuccù del tempo e conosce Paperino prima che questo diventi Paperinik. A causa di un guasto all’orologio temporale che lo sta riportando al suo tempo Fantomius ritorna alla Paperopoli di fine 1930. Approfittando della grande crisi ed in assenza di Paperone e di Fantomius, Cuordipietra Famedoro prende il potere a Paperopoli ed instaura un regime dispotico. Dolly Paprika e Copernico sono costretti ad abbandonare Villa Rosa)
- Le Strabilianti Imprese di Fantomius Ladro Gentiluomo - La notte di Fantomius (2022) (In persona, L'identità segreta di Fantomius viene svelata all'ispettore Pinko che procede all'arresto dei complici del ladro gentiluomo)
- Le Strabilianti Imprese di Fantomius Ladro Gentiluomo - L'alba di Fantomius (2022) (In persona, Lord Quackett riesce a far credere alla polizia che lui, la sua compagna Dolly e Copernico sono a loro volta vittime di Fantomius e complici che si sono spacciati per loro)
- Le Strabilianti Imprese di Fantomius Ladro Gentiluomo - Fantomius torna a colpire (2023) (In persona, Fantomius tenta di rubare un'innovativa mini-batteria dalla carica inesauribile)
- Le Strabilianti Imprese di Fantomius Ladro Gentiluomo - Ombre del passato (2024)
- Le Strabilianti Imprese di Fantomius Ladro Gentiluomo - L'Asso di Picche (2024)
- Le Strabilianti Imprese di Fantomius Ladro Gentiluomo - Il Club del Crimine (2025)